# Emerson Ferreira da Rosa
Emerson Ferreira da Rosa, bedst kendt som Emerson (født 4. april 1976 i Pelotas) er en tidligere brasiliansk fodboldspiller. Han han blandt andet spillet for Bayer Leverkusen, AS Roma, Juventus Real Madrid, AC Milan og Santos FC.
Emerson står desuden noteret for 73 kampe og seks scoringer for Brasiliens landshold.